# Toyota Ipsum
Toyota Ipsum — компактвэн, производившийся японской компанией Toyota с 1996 по 2009 года. Представляет собой 5-дверный компактвэн с двумя или тремя рядами кресел и вместительностью 5-7 пассажиров.
На европейском рынке Ipsum имеет название Toyota Picnic.

## Первое поколение
Производство модели началось в мае 1996 года. Первое поколение выпускалось с мая 1996 года по апрель 2001 года в кузовах CXM10G, SXM10G, SXM15G, оснащались машины двигателями 3S-FE 
бензин, объём которого был равен 2 литра и 3C-TE дизель, объём которого был 2.2 литра. Модификация «L selection EX» включала в себя противотуманные фары, двойной люк, рейлинги, двухзонный климат-контроль, легкосплавные колесные диски на 14 дюймов и навигационную систему.
В 1998 году после проведённой модернизации полноприводной модели стала доступна функция активного контроля 4WD, то есть отключение полного привода с помощью кнопки в салоне автомобиля. С апреля 1998 года в кузове SXM10G выпускалась модель с двумя рядами кресел. Изначально модель производилась с единственным бензиновым двигателем и в 1999 году появилась модификация с дизелем.

## Второе поколение
Второе поколение выпускалось с мая 2001 в кузовах ACM21W, ACM26W, оснащалось двигателем 2AZ-FE. В Европе модель продавалась как Avensis Verso.

### Рестайлинг
В октябре 2003 года автомобиль прошёл рестайлинг, который внёс небольшие поправки во внешний вид автомобиля (несколько изменена форма фар, бамперов и решётки радиатора). Салон также был немного усовершенствован (появился мультируль, круиз-контроль, также была незначительно изменена торпеда, установлена ещё более современная мультимедиа-система с сабвуфером). В комплектации S стали устанавливаться передние сиденья с более серьёзной боковой поддержкой, по сравнению с дорестайлингом. Основной привод — передний, в кузовах SXM15G и ACM26W автомобиль оснащён полным приводом. Toyota Ipsum второго поколения выпускалась в четырёх комплектациях: e, i, u и s (sport). Все они внешне практически ничем не отличаются друг от друга — на первых двух нет релингов на крыше, а на спортивной версии присутствует небольшой аэродинамический обвес. В комплектациях «U» и «S» устанавливается специальная подвеска «TEMS» с регулировкой жёсткости в 4-х положениях от COMFORT до SPORT, также на этих двух модификациях устанавливается спортивный трёхспицевый руль с возможностью переключения передач на руле в режиме Tiptronic. Коэффициент лобового сопротивления составляет всего Cx = 0,30. Полноприводные и переднеприводные (FWD) машины оснащались бензиновым агрегатом 2.4, развивающим мощность 160 л. с., и комплектовались автоматической коробкой передач.

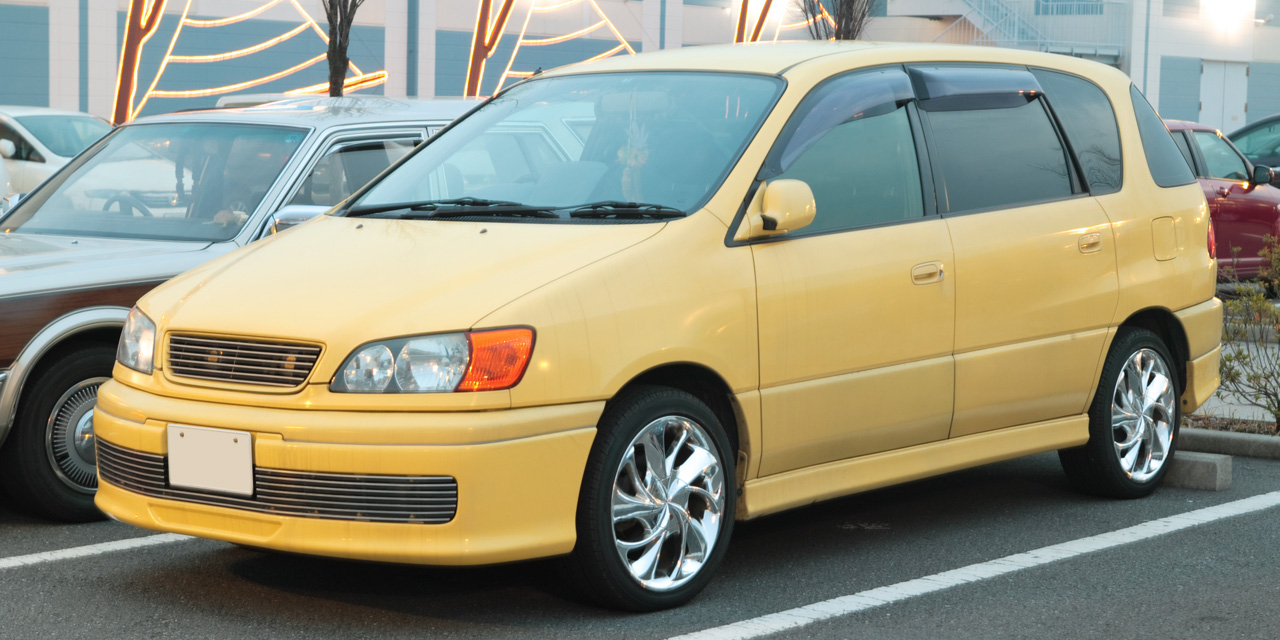
Первое поколение
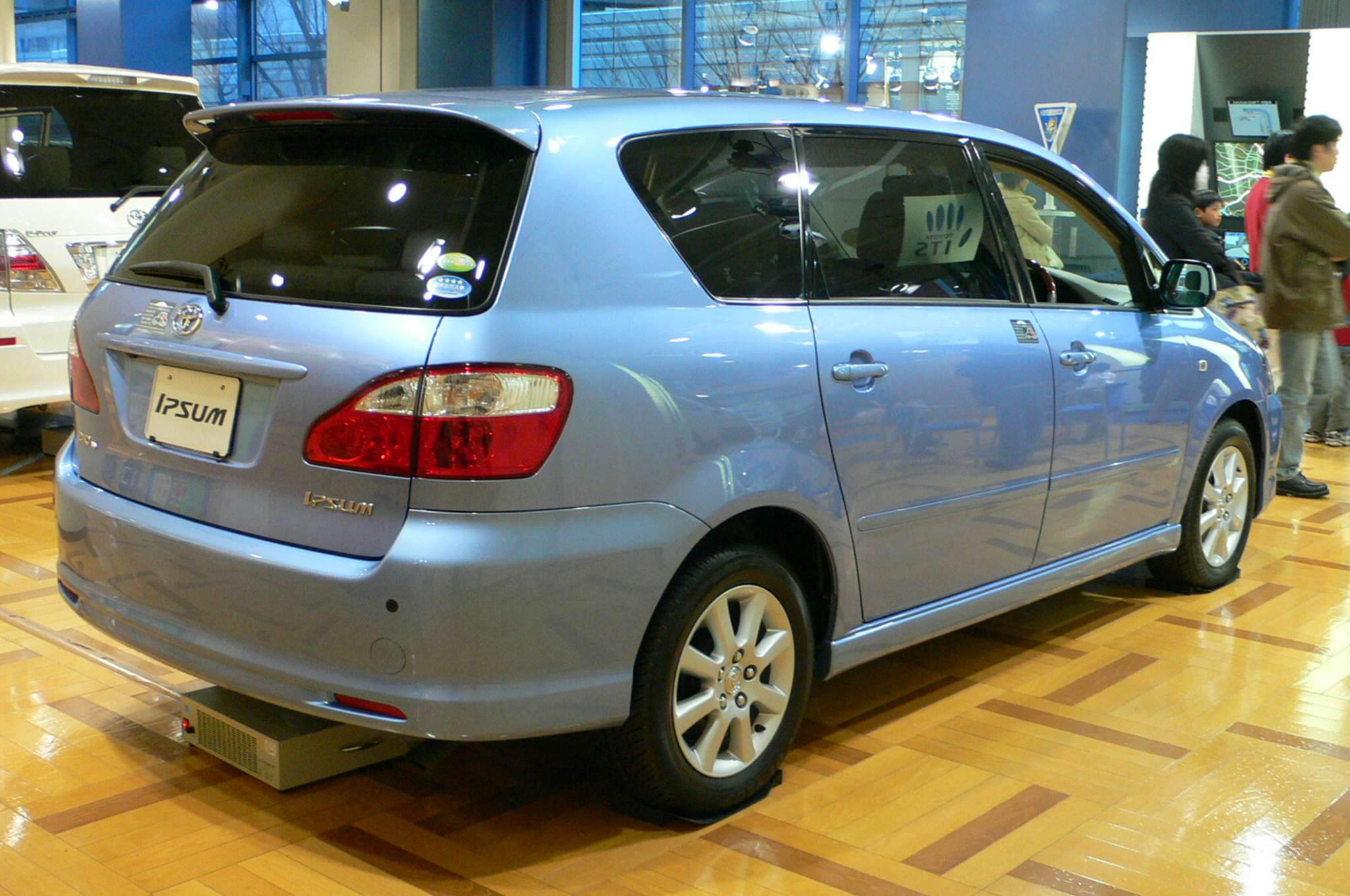
Второе поколение
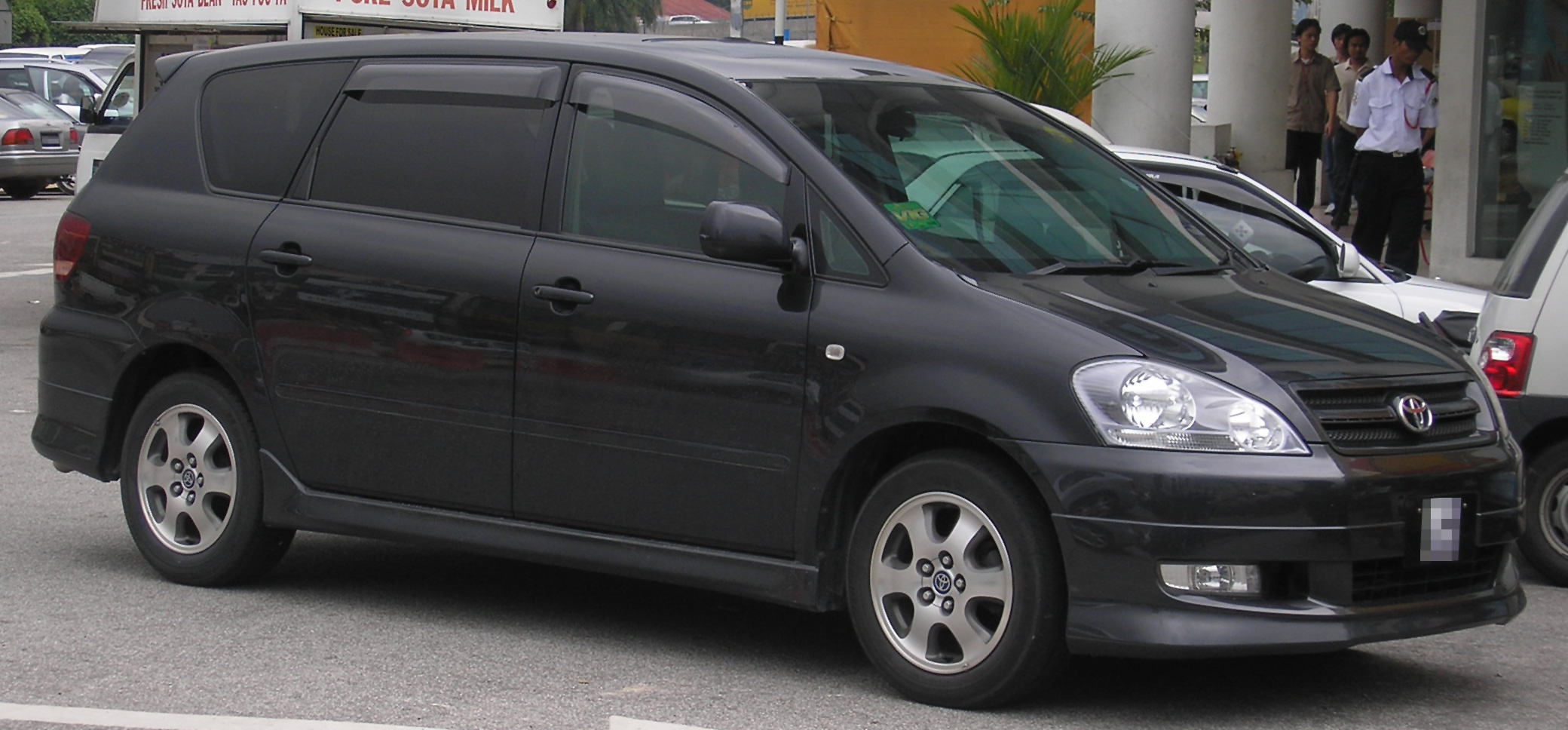
Второе поколение в комплектации S 2001-2003 г.в.

Данный автомобиль имеет европейский аналог Toyota Picnic (первое поколение) и Toyota Avensis Verso (второе поколение).